# 大理市博物馆
大理市博物馆是中华人民共和国云南省大理白族自治州大理市的一家地方综合性博物馆。创建于1986年2月24日，1988年10月1日正式开放，馆舍位于大理镇大理古城复兴路111号云南提督府旧址内。2009年被评为国家三级博物馆，同时还是云南省爱国主义教育基地、国家级科普教育基地。

## 沿革
大理市博物馆馆址在明代为分巡迤西道署，清康熙二年（1663年）建为云南提督衙门。咸丰六年（1856年），杜文秀起义爆发，攻占大理府城后，在提督府内设元帅府。同治十一年（1872年）起义失败后恢复提督府。1939年至1949年先后为楚大师管区、腾大师管区及滇西师管区司令部。1949年12月20日，中共滇西北地委、中国人民解放军滇桂黔边纵队第七支队进驻大理，指挥部设在此处。解放后移交解放军第十四军，建为幼儿园。1986年移交地方政府并成立大理市博物馆，1988年10月1日正式开馆。2009年5月18日起向公众免费开放。

## 馆舍
大理市博物馆占地面积16,133.54平方米、总建筑面积2,656平方米。其整体建筑仍保持云南提督府的原有格局，并将园林古建与馆藏陈列有效结合。

## 陈列
截至2024年该馆共有藏品17,477件（套），其中珍贵文物411件（套），设有大理历史文物展厅、明代陶俑馆、佛教艺术馆、古代书画艺术馆、军门旧事——馆址历史沿革展5个固定陈列。在博物馆南花厅的碑林收集有大理国至清的200余通碑刻，是云南省最大规模的碑林，其中《山花碑》为白族白文的最早石碑。

## 展品

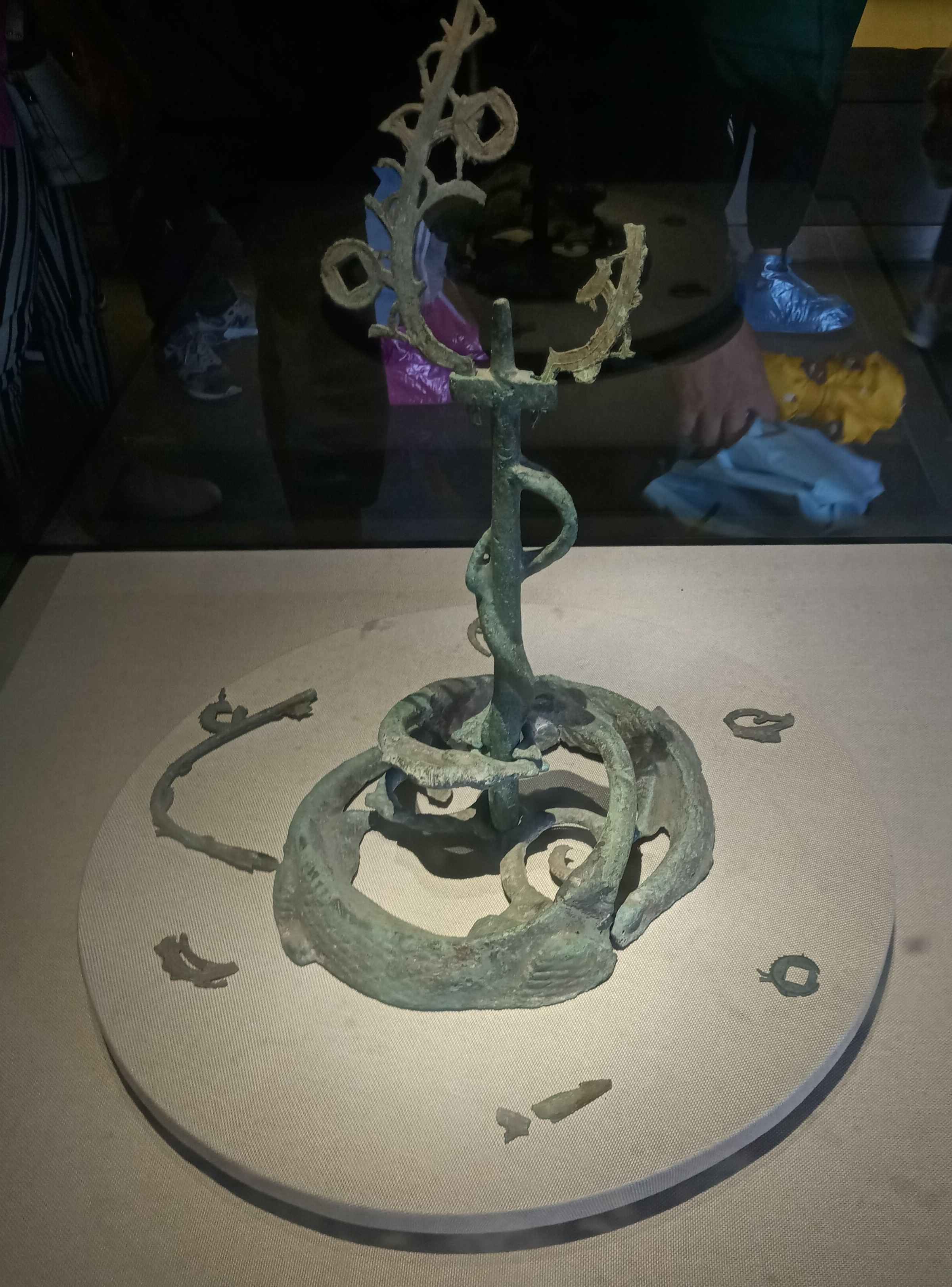
铜双龙衔柱摇钱树，出土自下关大展屯村东汉墓
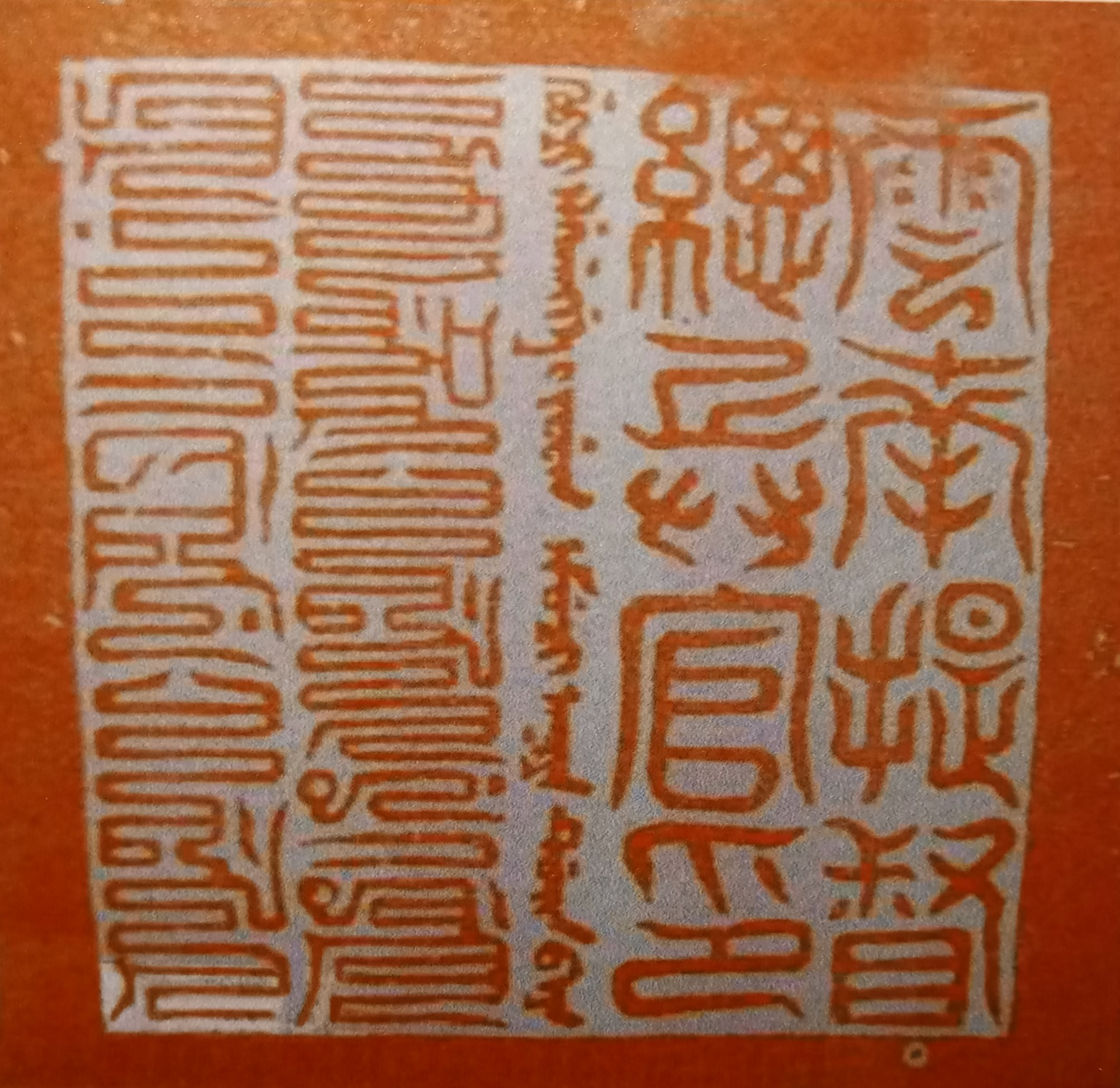
云南提督总兵官印
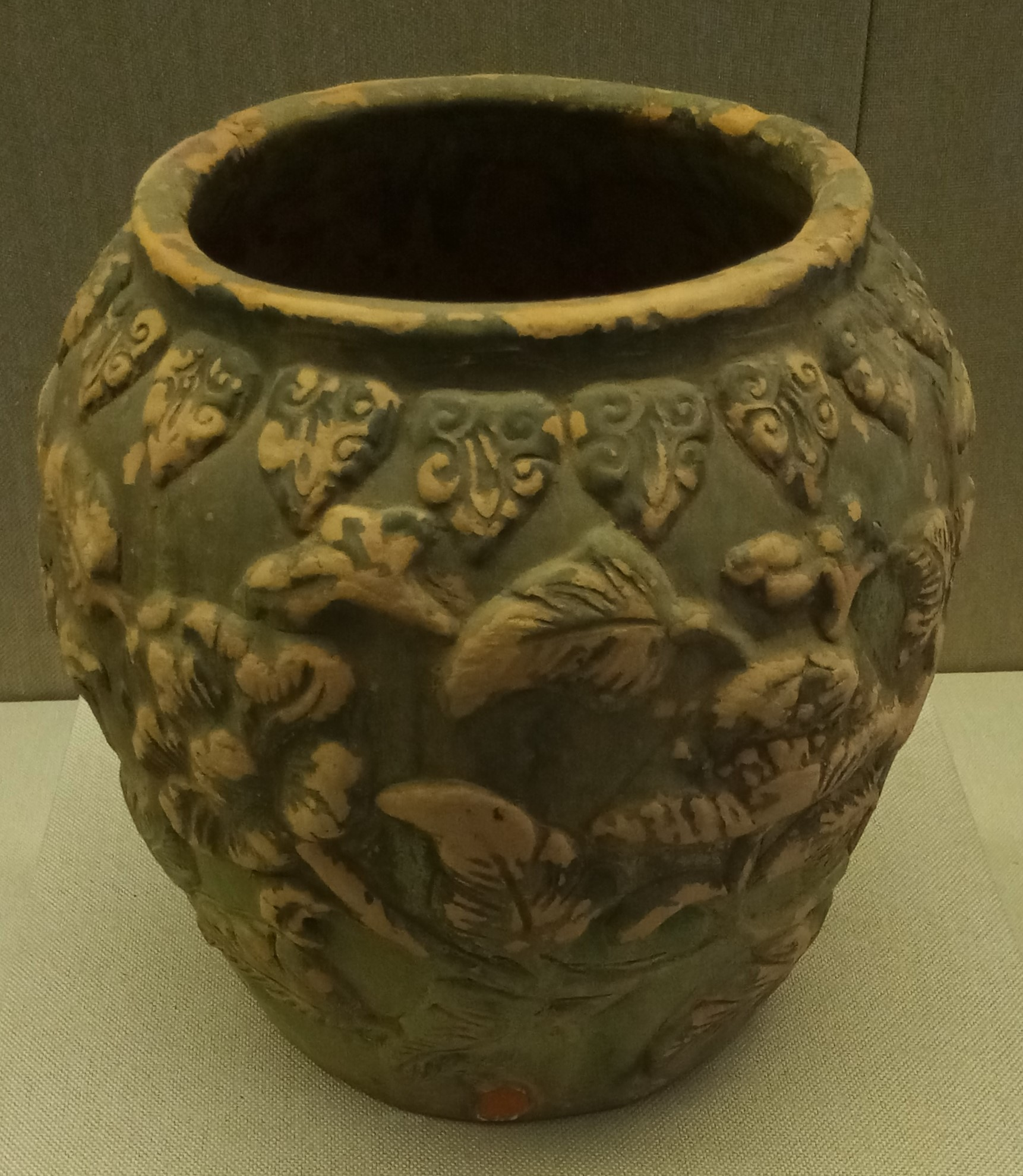
元代绿釉陶火葬罐，元代凤仪镇大丰乐墓地
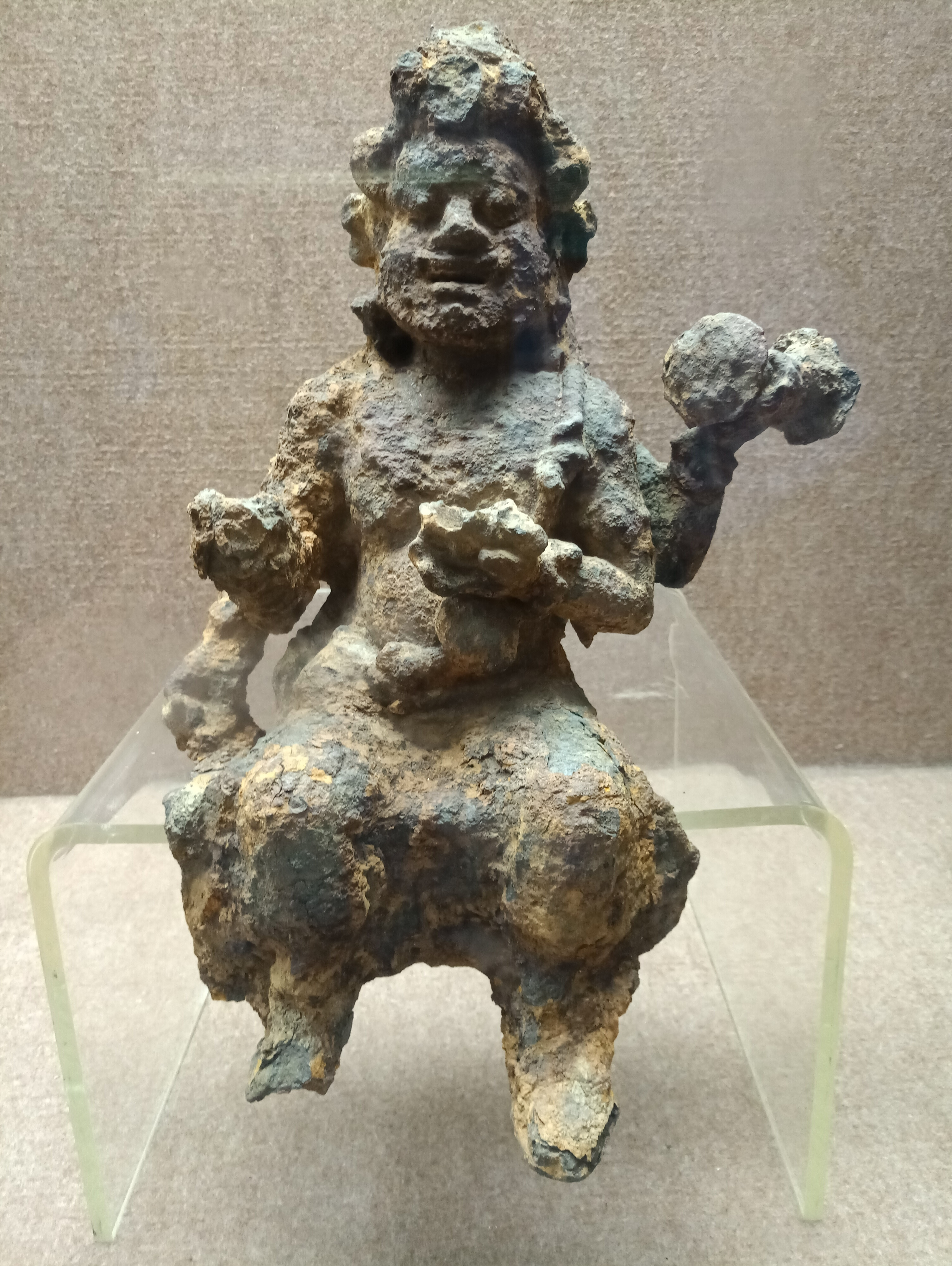
铁四臂大黑天坐像，南诏太和城遗址金刚城
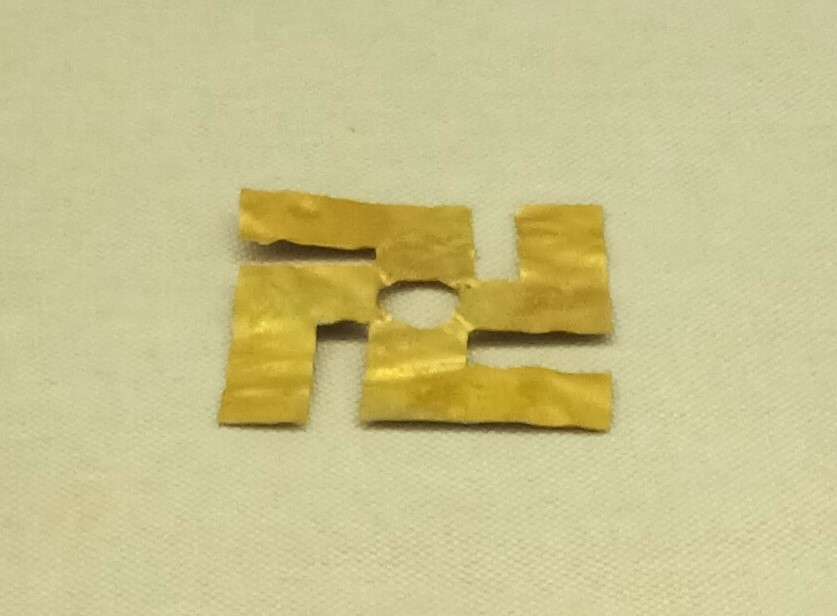
万字形金饰片，大理国佛图寺塔
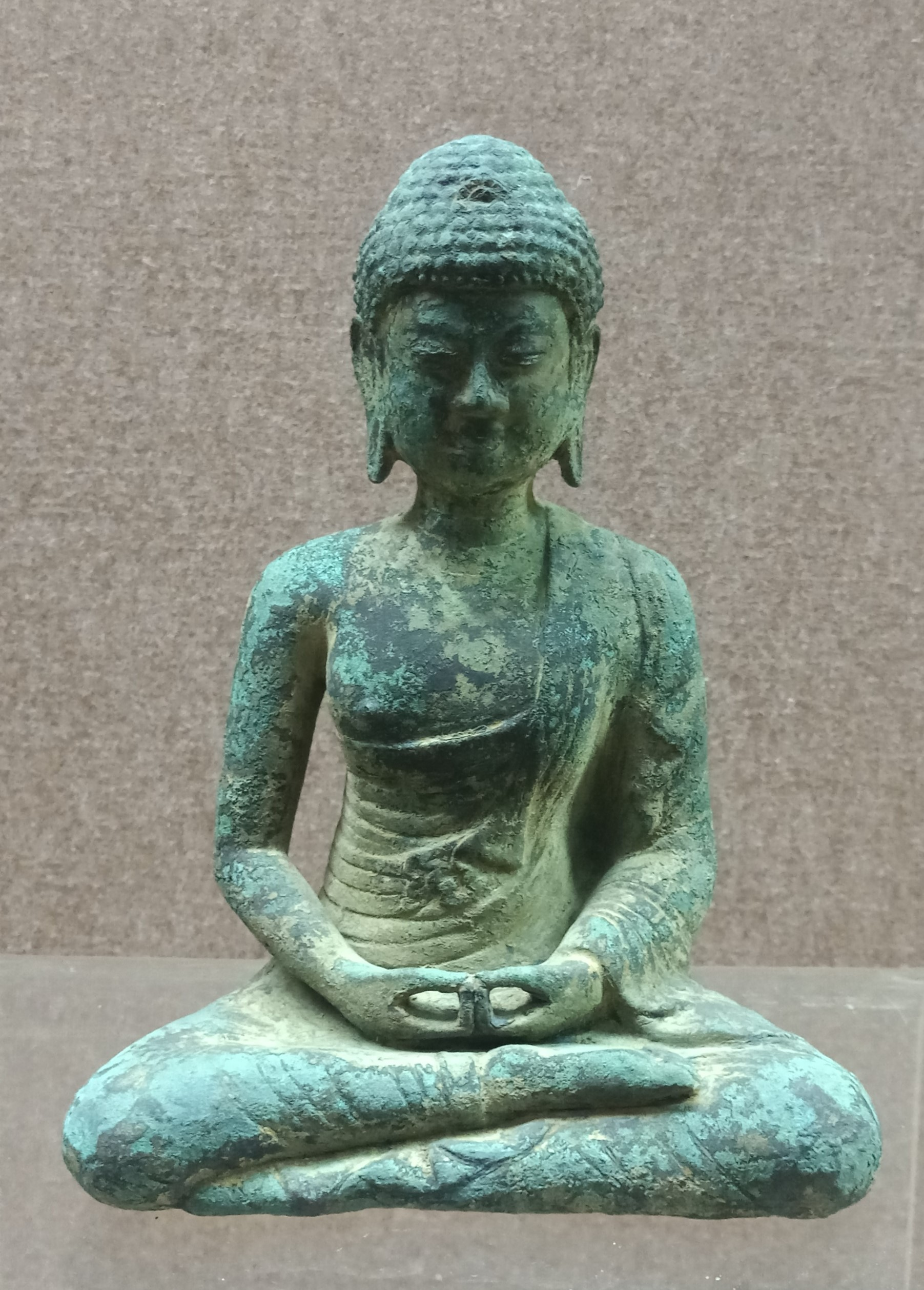
大理国铜鎏金阿弥陀佛坐像，凤仪大丰乐墓地
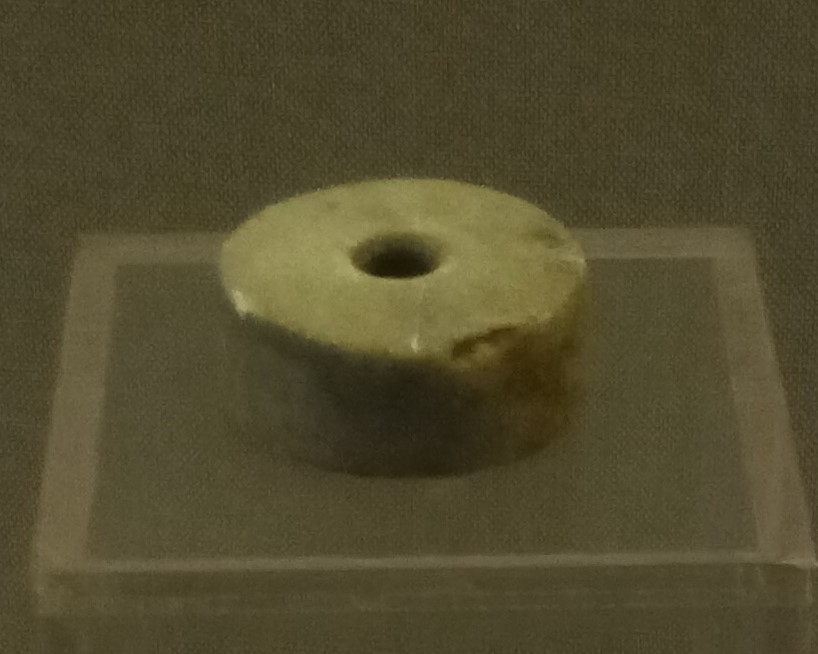
新石器时代大理石纺轮，海东银梭岛贝丘遗址
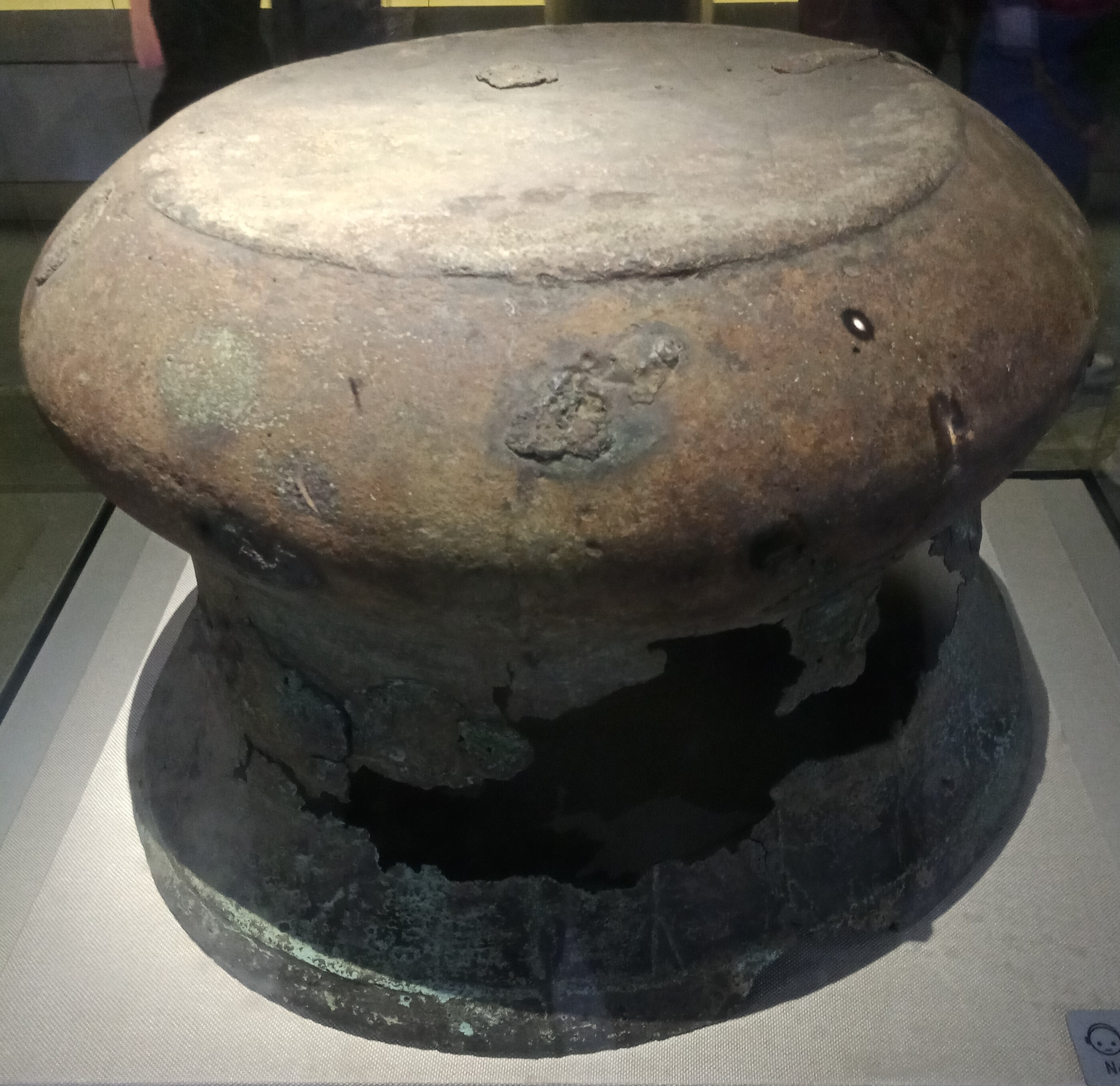
万家坝型铜鼓
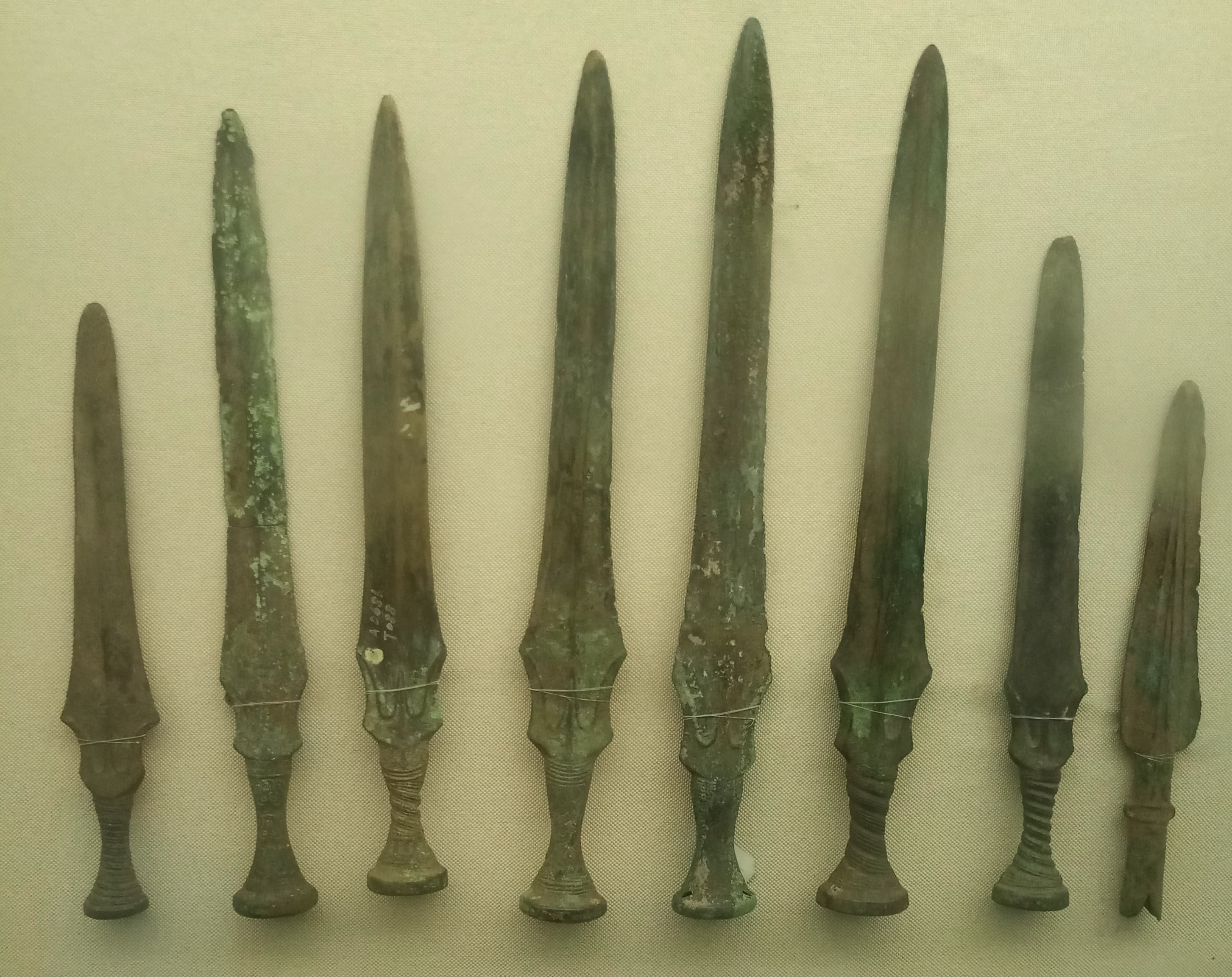
春秋战国山字格青铜剑，海东金梭岛遗址
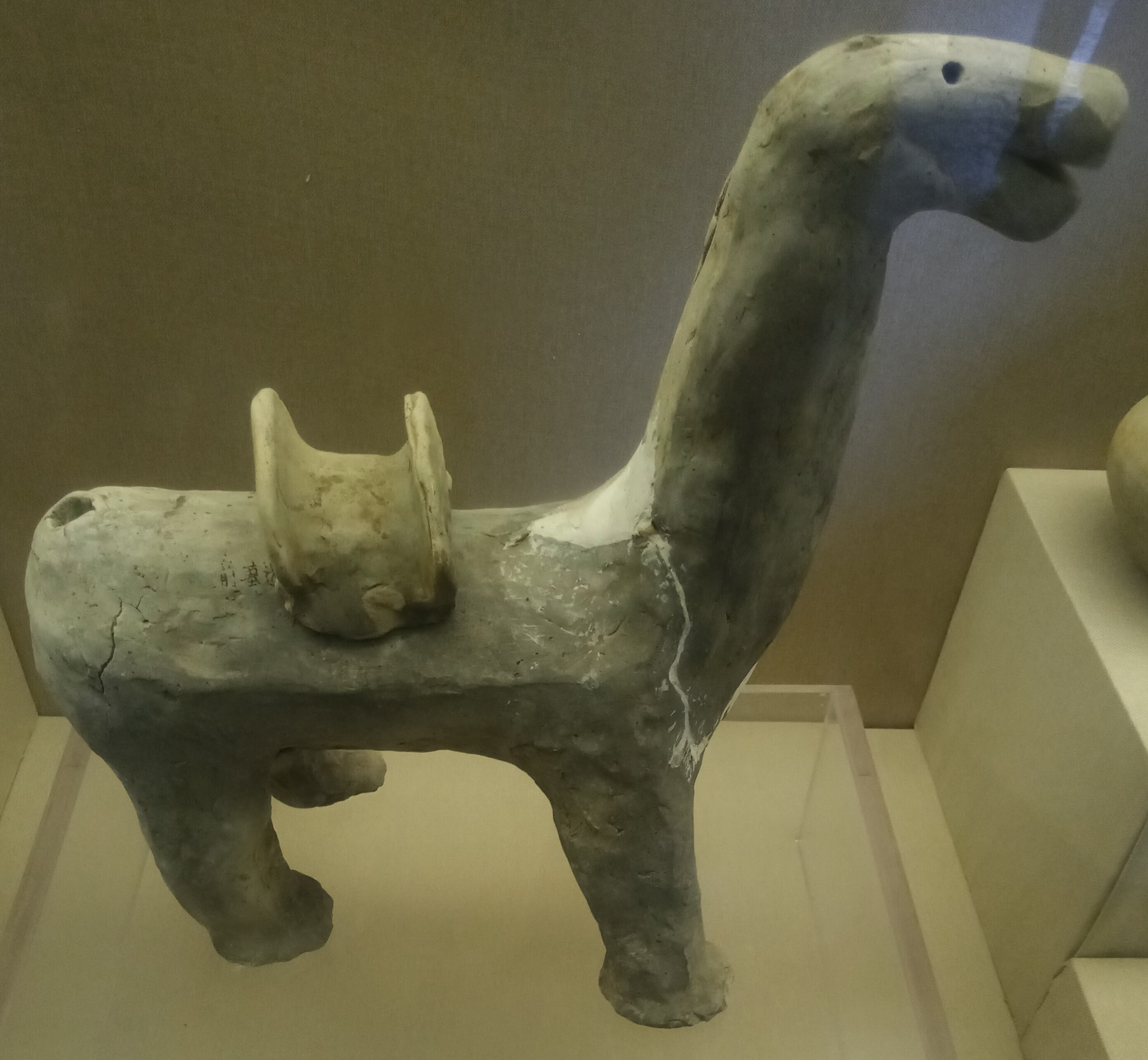
西晋太康十年陶马，北郊荷花寺村西晋墓
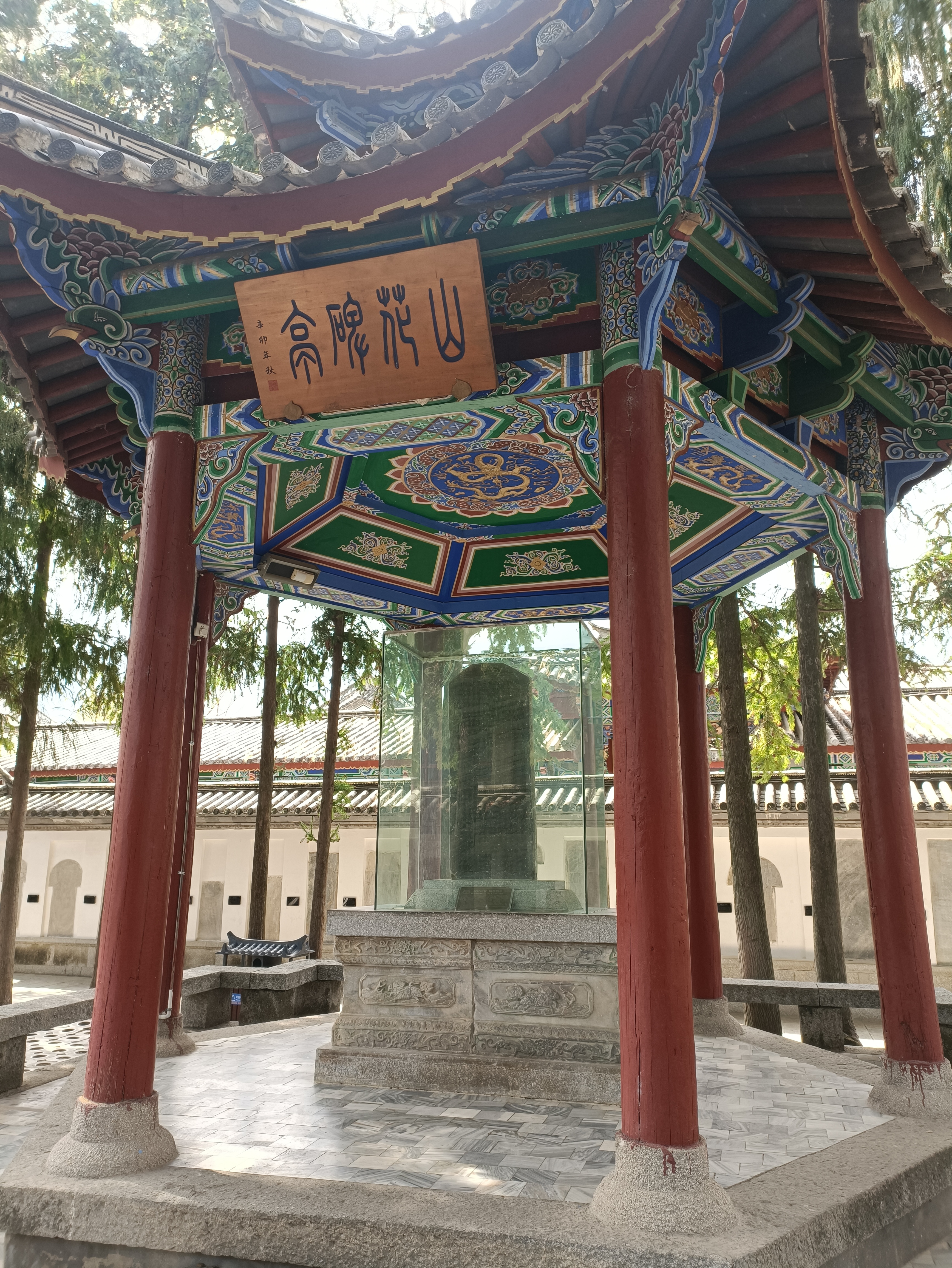
山花碑，来自圣源寺
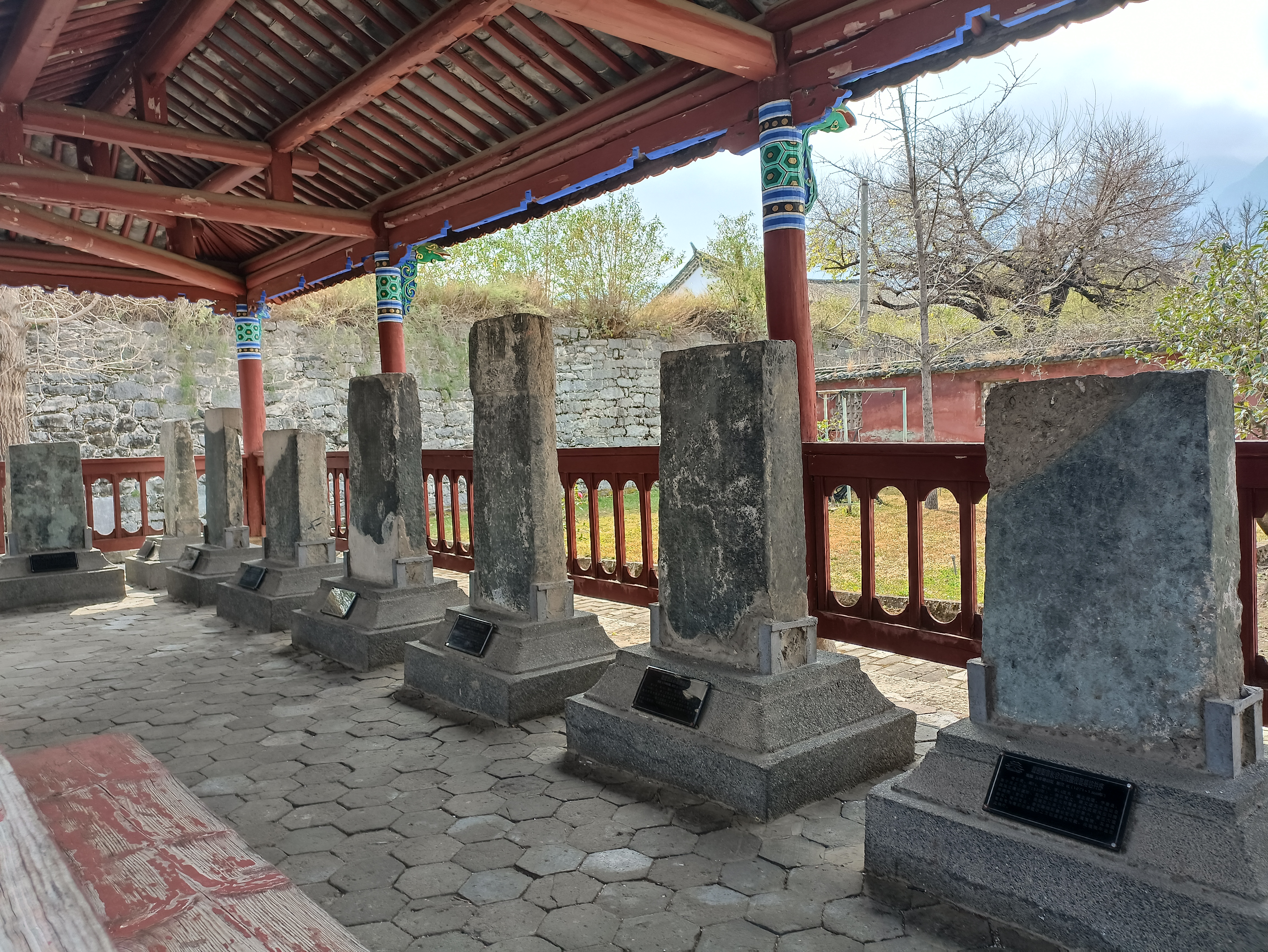
五华楼出土古碑